# 체팔루

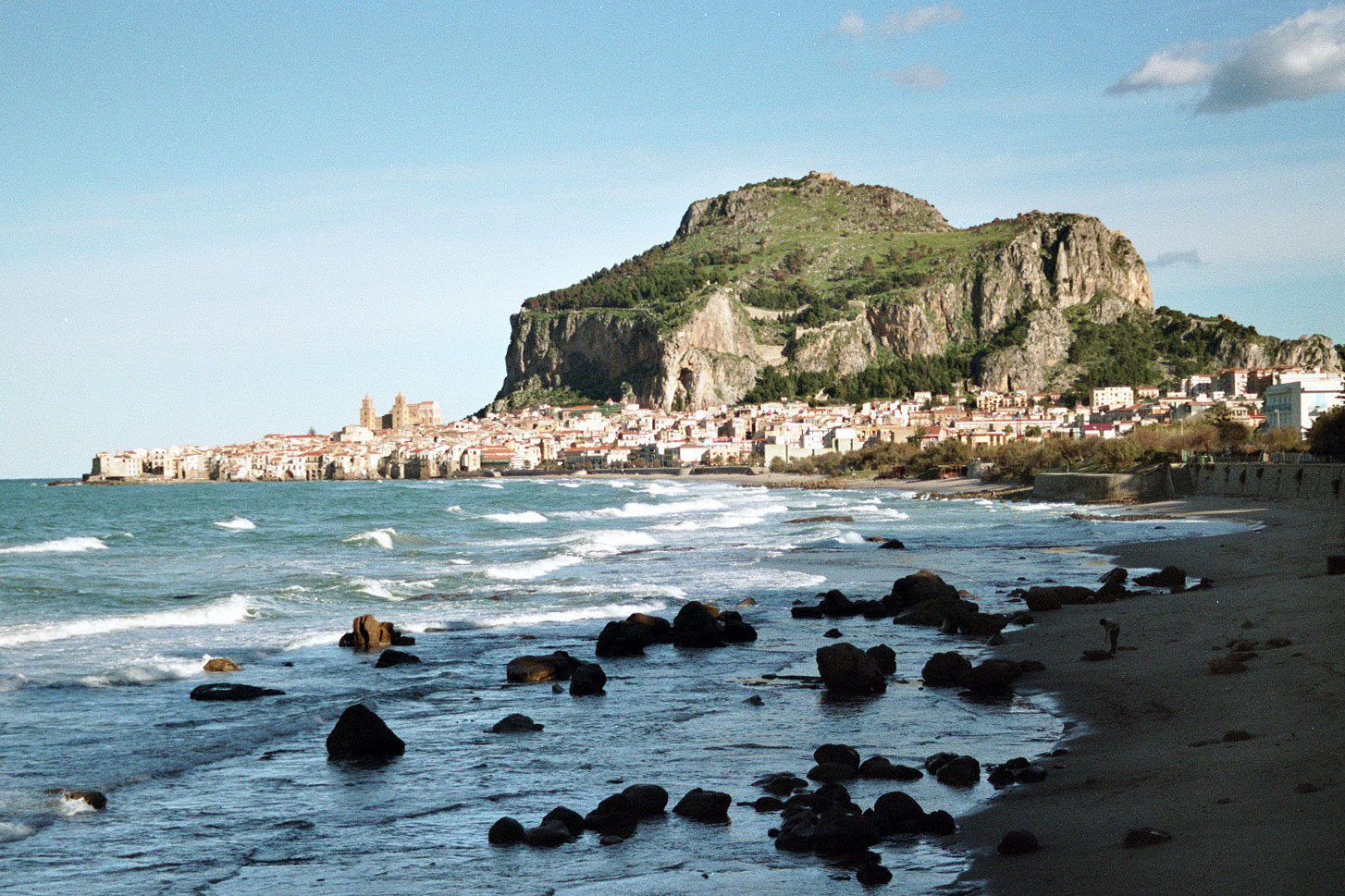

체팔루(Cefalù)는 메시나에서 서쪽으로 185킬로미터 떨어진, 그리고 도(都)로부터 동쪽으로 약 70킬로미터 떨어진 시칠리아 티레니아해 해안에 위치한 이탈리아 팔레르모 광역시의 도시이자 코무네이다. 이 타운의 인구 수는 14,000 미만이며 이 지역 내 주요 관광지들 가운데 하나이다. 이러한 규모에도 불구하고 매년 시칠리아의 전 지역과 이탈리아 및 유럽 전 지역의 수백만의 관광객을 끌어모으고 있다.